# 233 Rezerwowa Dywizja Pancerna (III Rzesza)
233 Rezerwowa Dywizja Pancerna (niem. 233. Reserve-Panzer-Division) – niemiecka rezerwowa dywizja pancerna z okresu II wojny światowej. Jednostka stacjonowała w Danii i nigdy nie weszła do akcji.

## Historia
Dywizję utworzono 10 sierpnia 1943 r. poprzez przeformowanie 233 Rezerwowej Dywizji Grenadierów Pancernych. Po utworzeniu nowa jednostka została przerzucona do Danii i przebywała tam do końca wojny. Zajmowała się szkoleniem żołnierzy oddziałów pancernych i zmotoryzowanych. W lutym 1945 r. przekazała część oddziałów do świeżo utworzonej Dywizji Pancernej Holstein. 22 lutego 1945 r. została oficjalnie przemianowana na dywizję pancerną (233. Panzer-Division), jednak nie wysłano jej na front.

## Skład dywizji
- 5  rezerwowy batalion pancerny (Panzer-Ersatz-Abteilung 5)
- 83  rezerwowy pułk grenadierów pancernych (Panzer-Grenadier-Ersatz-Regiment 83)
- 3  rezerwowy pułk grenadierów (zmotoryzowany) (Infanterie-Ersatz-Regiment (mot ) 3)
- 59  rezerwowy batalion artylerii (Panzerjäger-Ersatz-Abteilung 3)
- ponadto batalion niszczycieli czołgów, batalion rozpoznawczy, batalion inżynieryjny, kompania łączności i dywizyjne oddziały zaopatrzenia[2]

## Dowódcy dywizji
- gen. por. Kurt Cuno od 8 sierpnia 1943 r.,
- gen. por. Max Feremerey od 7 czerwca 1944 do kapitulacji[3].